# Jaime Ríos
Jaime Ríos Ángulo (Panamá, 14 de agosto de 1953–20 de marzo de 2019) fue un boxeador panameño, excampeón mundial Asociación Mundial de Boxeo en la categoría Peso minimosca.

## Carrera
Hizo su debut profesional el 28 de julio de 1973, noqueando en el segundo asalto a Ramón Montenegro. A finales de julio de 1975, realizó 16 peleas más en varias localidades en Panamá, de las cuales ganó 14, perdió 1 y empató 1.
El 23 de agosto de 1975 tuvo la oportunidad de ganar el campeonato mundial AMB. Su rival fue el venezolano Rigoberto Marcano, a quien Ríos derrotó por unanimidad por puntos, convirtiéndose en el primer campeón de la AMB en esta categoría de peso.
El 3 de enero de 1976 defendió el campeonato por primera vez, derrotando a Kazunori Tenryu por decisión dividida en una pelea a 15 asaltos. También hubo la revancha entre los boxeadores, en 1975 en donde Tenryu perdió por nocaut técnico en el cuarto asalto.
El 2 de julio de 1976 perdió polémicamente el título en su segunda defensa, perdiendo por decisión dividida (145-144, 145-146, 144-146) ante Juan Antonio Guzmán de República Dominicana.
Después de que Guzmán perdiera el título, Ríos tuvo otra oportunidad de pelear por el cinturón el 30 de enero de 1977. Su rival fue la japonesa Yoko Gushiken, quien ganó por decisión dividida, defendiendo el título. Ríos una vez más afirmó que lo habían engañado y quería una revancha. Después de ganar 3 peleas consecutivas contra rivales más débiles, se enfrentó una vez más a Gushiken. La revancha tuvo lugar el 7 de mayo de 1978. A pesar de dominar la primera fase de la pelea, Ríos fue noqueado en el asalto 13.
Regresó al ring en 1992, disputando dos peleas, una de las cuales ganó y otra perdió, tras la derrota finalmente puso fin a su carrera.

## Fallecimiento
El 20 de marzo de 2019 fue anunciado el fallecimiento de Jaime Ríos a los 65 años.

## Récord Profesional
| 22 Ganadas (10 knockouts), 5 Derrotas(1 knockouts), 1 Empates |        |                   |      |              |            |                                                       |                                          |
| Res.                                                          | Récord | Oponente          | Tipo | Round Tiempo | Fecha      | Lugar                                                 | Notas                                    |
| P                                                             | 22-5-1 | Jaime Díaz        | UD   | 8 (8)        | 1992-10-31 | Gimnasio Nuevo Panamá, Juan Díaz, Panamá              |                                          |
| G                                                             | 22-4-1 | Andrés Sánchez    | PTS  | 10 (10)      | 1978-08-15 | Arena Panamá Al-Brown, Colón, Panamá                  |                                          |
| P                                                             | 21-4-1 | Yoko Gushiken     | KO   | 13 (15)      | 1978-05-07 | Gimnasio de la Prefectura, Hiroshima, Japón           | Por el título Mundial Minimosca AMB      |
| G                                                             | 21-3-1 | Humberto Mayorga  | KO   | 9 (10)       | 1978-01-28 | Arena de Colón, Colón, Panamá                         |                                          |
| G                                                             | 20-3-1 | Alfredo Thomas    | TKO  | 4 (10)       | 1977-10-29 | Gimnasio Nuevo Panamá, Juan Díaz, Panamá              |                                          |
| G                                                             | 19-3-1 | Calixto Pérez     | UD   | 10 (10)      | 1977-08-06 | Gimnasio Nuevo Panamá, Juan Díaz, Panamá              |                                          |
| P                                                             | 18-3-1 | Yoko Gushiken     | SD   | 15 (15)      | 1977-01-30 | Nippon Budokan, Tokio, Japón                          | Por el título Mundial Minimosca AMB      |
| P                                                             | 18-2-1 | Juan Guzmán       | SD   | 15 (15)      | 1976-07-02 | Santo Domingo, República Dominicana                   | Pierde el título Mundial Minimosca AMB   |
| G                                                             | 18-1-1 | Lupe Madera       | PTS  | 10 (10)      | 1976-05-15 | Parque Carta Clara, Mérida, México                    |                                          |
| G                                                             | 17-1-1 | Kazunori Tenryu   | SD   | 12 (12)      | 1976-01-03 | Gimnasio de la Prefectura, Kagoshima, Japón           | Defiende el título Mundial Minimosca AMB |
| G                                                             | 16-1-1 | Rigoberto Marcano | UD   | 12 (12)      | 1975-08-23 | Gimnasio Nuevo Panamá, Juan Díaz, Panamá              | Por el título Mundial Minimosca AMB      |
| G                                                             | 15-1-1 | Juan Disla        | TKO  | 5 (10)       | 1975-07-26 | Gimnasio Nuevo Panamá, Juan Díaz, Panamá              |                                          |
| G                                                             | 14-1-1 | Kazunori Tenryu   | TKO  | 4 (12)       | 1975-05-17 | Gimnasio Nuevo Panamá, Juan Díaz, Panamá              | Eliminatoria por el título Minimosca AMB |
| G                                                             | 13-1-1 | Orlando Tejedor   | TKO  | 3 (10)       | 1975-03-08 | Gimnasio Nuevo Panamá, Juan Díaz, Panamá              |                                          |
| G                                                             | 12-1-1 | Dagoberto Perinan | TKO  | 6 (10)       | 1975-02-01 | Gimnasio Nuevo Panamá, Juan Díaz, Panamá              |                                          |
| G                                                             | 11-1-1 | Orlando Hernández | PTS  | 10 (10)      | 1974-11-16 | Gimnasio Nuevo Panamá, Juan Díaz, Panamá              |                                          |
| E                                                             | 10-1-1 | Carlos Osorio     | PTS  | 12 (12)      | 1974-09-27 | Guayaquil, Ecuador                                    |                                          |
| P                                                             | 10-1   | Enrique Torres    | UD   | 12 (12)      | 1974-08-31 | Gimnasio Nuevo Panamá, Juan Díaz, Panamá              | Por el Campeonato CBPP Mosca             |
| G                                                             | 10-0   | Andrés Reyes      | TKO  | 7 (10)       | 1974-07-20 | Gimnasio Nuevo Panamá, Juan Díaz, Panamá              |                                          |
| G                                                             | 9-0    | Manuel Castañedas | UD   | 10 (10)      | 1974-06-29 | Gimnasio Nuevo Panamá, Juan Díaz, Panamá              |                                          |
| G                                                             | 8-0    | René Herrera      | TKO  | 4 (10)       | 1974-06-14 | Gimnasio Neco de la Guardia, Ciudad de Panamá, Panamá |                                          |
| G                                                             | 7-0    | Orlando Quijada   | PTS  | 8 (8)        | 1974-05-04 | Gimnasio Neco de la Guardia, Ciudad de Panamá, Panamá |                                          |
| G                                                             | 6-0    | Luis Cortez       | UD   | 8 (8)        | 1974-02-16 | Gimnasio Nuevo Panamá, Juan Díaz, Panamá              |                                          |
| G                                                             | 5-0    | José Jiménez      | PTS  | 8 (8)        | 1973-12-15 | Gimnasio Nuevo Panamá, Juan Díaz, Panamá              |                                          |
| G                                                             | 4-0    | Charolito Méndez  | UD   | 4 (4)        | 1973-10-27 | Gimnasio Neco de la Guardia, Ciudad de Panamá, Panamá |                                          |
| G                                                             | 3-0    | Dionisio Palma    | KO   | 3 (6)        | 1973-10-06 | Gimnasio Neco de la Guardia, Ciudad de Panamá, Panamá |                                          |
| G                                                             | 2-0    | Orlando Quijada   | MD   | 4 (4)        | 1973-09-01 | Gimnasio Neco de la Guardia, Ciudad de Panamá, Panamá |                                          |
| G                                                             | 1-0    | Ramón Montenegro  | TKO  | 2 (4)        | 1973-07-28 | Gimnasio Neco de la Guardia, Ciudad de Panamá, Panamá |                                          |